# Treviso Foot Ball Club 1993
Il Treviso Foot Ball Club 1993 S.S.D., meglio noto come Treviso, è una società calcistica italiana della città di Treviso. Milita in Serie D, la quarta divisione del campionato italiano, nel girone C.
Rifondato nel 2019 come Treviso Academy Società Sportiva Dilettantistica, è la continuazione dello storico sodalizio Foot-Ball Club Treviso sorto nel 1909 e fallito nel 1993, e dei seguenti Foot-Ball Club Treviso 1993, Associazione Sportiva Dilettantistica Treviso 2009 e Associazione Calcio Dilettanti Treviso, falliti nel 2009, nel 2013 e nel 2019.
La società ha partecipato al massimo campionato italiano di Serie A nella stagione 2005-2006. Inoltre annovera nel suo palmarès la vittoria di una Supercoppa di Lega di Serie C e di una Coppa Italia Dilettanti.

## Storia

### Treviso F.B.C. e A.C. Treviso (1909-1993)
Il calcio a Treviso venne per la prima volta praticato nel 1896 quando ebbe luogo il Concorso Interprovinciale Ginnastico FGNI, competizione alla quale parteciparono tre polisportive ginniche trevisane che praticavano il calcio in forma non ufficiale: il Pio Istituto Turazza (nato nel 1857), la Società Ginnastica Velocipedistica Trevigiana ed il Vittorio Veneto.
Nei primi anni del Novecento si formarono diverse squadre di calcio nel territorio trevisano e così nel 1909 si arrivò alla fondazione ufficiale del Foot-Ball Club Treviso. Frattanto si formarono in città nuove squadre, come la Tarvisium che per prima adottò i colori biancocelesti. Nessuna società partecipò al campionato italiano, infatti disputarono solo incontri amichevoli, e, conseguentemente, i migliori talenti furono costretti ad emigrare.
Nel 1914, prima che scoppiasse la prima guerra mondiale, il Treviso si iscrisse alla Promozione, e l'anno successivo alla Coppa Veneto arrivando secondo dietro il Padova.
Nel 1919, finita la guerra, il Treviso disputò il campionato di Promozione conquistando la terza posizione. Intanto si inaugurò il primo campo di calcio recintato a San Lazzaro, nelle immediate vicinanze di Treviso. Sempre nel 1919, il Treviso vinse la Coppa Appiani sconfiggendo il Padova, il Bologna ed il Modena.
Nel 4 giugno 1922 il Treviso giocò il suo primo incontro internazionale vincendo in casa contro il Meteor Vienna (4-0). Il settore giovanile, che nel frattempo venne formato, ebbe subito buoni risultati. Nel 1923 il Treviso partecipò al campionato di seconda divisione e qualche anno dopo passò in prima divisione, centrando un prestigioso secondo posto alle spalle del Vicenza.
Nel 1933 viene inaugurato il nuovo stadio cittadino, in via Ugo Foscolo. Nel 1935 la società cambiò la denominazione della ragione sociale da Treviso F.B.C. ad Associazione Calcio Treviso. Nel 1936 il Treviso partecipò alla Coppa Italia e si iscrisse alla Serie C, suddivisa in tre gironi. Tra gli anni trenta e quaranta la promozione in Serie B venne più volte sfiorata.

Uno scorcio di una partita del Treviso 1946-1947.

Nel secondo dopoguerra, il Treviso fece alcuni campionati di Serie B (con più gironi) e Serie C, per tornare al campionato cadetto a girone unico nel 1950.
Dal campionato 1950-1951 il Treviso venne allenato da Nereo Rocco, ottenendo il sesto posto al termine della successiva stagione, un piazzamento di tutto rispetto nella categoria cadetta. Buona anche la stagione seguente, sempre con il paron in panchina, con la nona posizione.

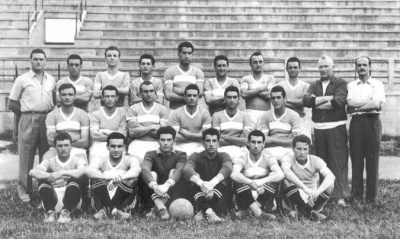
La rosa del Treviso 1951-1952.

Nella stagione 1953-1954, dopo la partenza di Rocco, il Treviso si salvò proprio all'ultima giornata, ma l'anno seguente, con un disastroso girone di ritorno, arrivò la retrocessione in Serie C.
Dopo la retrocessione, nel periodo 1955-1985, il Treviso navigò stabilmente per tanti anni in Serie C con qualche brusca caduta in Serie D.
Negli anni ottanta, dopo la retrocessione nel campionato 1984-1985 in Serie C2, si susseguirono diverse crisi finanziarie che avrebbero potuto portare la società sull'orlo del baratro.
Nel 1991, nonostante i buoni auspici di riportare grande il Treviso, arrivò la retrocessione nel Campionato Interregionale. Il Treviso restò per quattro anni in Interregionale, vincendo la Coppa Italia Dilettanti nel 1993, battendo l'Imolese.

### Treviso F.B.C. 1993 (1993-2009)
Con l'imprenditore Giovanni Caberlotto insediatosi alla presidenza nel 1993, durante il triennio successivo l'allenatore Giuseppe Pillon compì un triplo salto di categoria risalendo dal fronte amatoriale a quello cadetto: a funestare l'ambiente occorse tuttavia la morte del numero uno societario, deceduto il 3 marzo 1997.

Una formazione del Treviso 1992-1993, vincitore della Coppa Italia Dilettanti.

Approdata in Serie B poche settimane più tardi, la squadra passò nelle mani di Gianfranco Bellotto: questi mantenne l'incarico fino al 2000, coi successori Gustinetti e Sandreani che non riuscirono ad evitare la caduta in C1 nel giugno 2001. A macchiare ulteriormente l'annata concorse inoltre la vicenda di Akeem Omolade, diciottenne nigeriano vittima di insulti razzisti da parte della propria tifoseria nel giorno dell'esordio.
Sotto la gestione tecnica di Ammazzalorso, i veneti riguadagnarono la B nel 2003 aggiudicandosi contestualmente la Supercoppa di C ai rigori contro l'Avellino; nella stagione 2004-05 il «cavallo di ritorno» Pillon raggiunse i play-off, cedendo tuttavia al Perugia in semifinale. La retrocessione comminata a tavolino al Genoa e le inadempienze economiche del Torino portarono, in agosto, allo storico ripescaggio dei biancazzurri in A; il debutto di una formazione allestita in pochi giorni si consumò a San Siro contro l'Inter, che vinse la partita per 3-0.
Disputate le prime gare casalinghe a Padova per la mancata idoneità del Tenni, i trevigiani pagarono l'inesperienza in massima categoria e una pianificazione frettolosa ascrivibile alla tardiva ammissione: scelto Cavasin in luogo di Ezio Rossi nel novembre 2005, la matricola apparve già condannata al giro di boa. Un nuovo avvicendamento in panchina — con le redini assunte da Bortoluzzi nel marzo 2006 — non impresse la svolta alla classifica, il cui responso giunse alla quintultima domenica per effetto di una sconfitta a Messina che certificò l'immediato ritorno tra i cadetti. Fanalino di coda con 21 punti racimolati in 38 gare, il Treviso figurò al penultimo posto dopo il declassamento della Juventus cui le sentenze relative a Calciopoli comminarono il formale piazzamento in ventesima posizione.
Richiamato Rossi alla guida in autunno, la compagine — nuovamente avversaria dei torinesi con entrambe le sfide appannaggio di questi ultimi — pervenne alla salvezza nel torneo 2006-07 imponendosi a La Spezia.

Alessandro De Poli, bandiera trevigiana degli anni 90.

La stagione successiva vede ai nastri di partenza una squadra completamente rinnovata e rinforzata con l'obiettivo dichiarato di conseguire la promozione. Ecco quindi i ritorni di Bepi Pillon in panchina e di Barreto in attacco, le conferme di Guigou e Russotto a centrocampo, gli innesti di giocatori di alto livello come Calderoni, Scurto e Piá nei punti nevralgici del campo, senza trascurare la politica dei giovani con l'arrivo del capitano della Primavera juventina, Venitucci, e del promettente difensore Bonucci.
In campionato il Treviso fu costantemente invischiato nella lotta per non retrocedere, Pillon e la squadra furono perennemente sotto accusa e la rivoluzione di gennaio in cui lasciarono la Marca sei giocatori arrivati in estate e il capitano William Viali. La Serie B 2007-2008 si concluse con la squadra diciassettesima a pari punti con i cugini del Vicenza.
Il 1º marzo 2008 si diffonde la notizia secondo la quale Ettore Setten stava per lasciare la presidenza: la società sembrava interessare ad una cordata di imprenditori, rappresentati da due liberi professionisti romani, Riccardo Canuti, presidente, e Stefano Santilli, vicepresidente. Ma dopo aver constatato la reale esposizione passiva della società ed alcune scelte non condivise su alcuni giocatori, i rappresentanti Canuti-Santilli si ritirano dopo aver versato a Setten la somma di 1,2 milioni di euro con la quale riesce a concludere comunque la stagione.
La stagione 2008-2009 si profila già in estate una stagione difficile. La società, già in lutto per la morte del centrocampista Gionata Mingozzi in seguito a un incidente stradale, vede inizialmente congelata l'iscrizione alla Serie B per il ritardo del versamento dell'Iva e in seguito penalizzata nello stesso campionato di tre punti per la violazione della clausola compromissoria risalente al mancato premio promozione invocato dai giocatori per la promozione in Serie A nella stagione 2004-2005. Dopo un solo anno inoltre termina la terza parentesi di Pillon alla guida dei biancocelesti. Al suo posto arriva il rodigino Gotti, già selezionatore della nazionale Under-17.
La squadra, data per spacciata ancor prima di iniziare il campionato, nonostante parta bene e totalizzi 4 punti nelle prime due giornate (pareggio casalingo con l'Ancona per 2-2 e vittoria con il Rimini per 1-0), non continua altrettanto bene e raccoglie solo altri due punti nelle successive 7 partite (pareggi esterni con Brescia e Modena, interno col Parma), tornando alla vittoria solo alla 10ª giornata con un rocambolesco 3-2 contro il Piacenza. Intanto si vocifera che una società rappresentata da professionisti napoletani sarebbe interessata alla società, ma ben presto il tutto pare di nuovo svanire nel nulla, come successo solo sei mesi prima. Il Treviso rimedia una nuova sconfitta a Grosseto, poi fa registrare una serie positiva di 8 giornate, con 2 vittorie (una di prestigio con l'Empoli capolista) e ben 6 pareggi, risultati che gli consentono di abbandonare l'ultimo posto.
Il periodo invernale non porta certo buone nuove: a gennaio la squadra perde pedine importanti come D'Aversa e Luigi Beghetto e la società naviga in acque sempre peggiori. I nuovi soci della Berlet (società che nemmeno la procura riuscirà ad assicurarsi esista veramente), infatti, avevano promesso di portare delle sponsorizzazioni per due milioni di euro, ma alla prova dei fatti non assicurarono alcun reale beneficio economico. Si arrivò così a fine aprile con un buco in bilancio che secondo i giornali locali superava i 10 milioni di euro. Intanto la squadra, a inizio maggio, fu tenuta in vita solo dalla matematica: il presidente Setten si dichiarò ormai rassegnato alla C, rassicurando tramite i quotidiani che si stava tentando di tutto per evitare un doloroso fallimento. Con la sconfitta casalinga dell'11 maggio 2009 contro il Vicenza il Treviso retrocesse aritmeticamente in Prima Divisione a tre giornate dalla fine del campionato.
L'11 luglio 2009 il presidente Setten, in una conferenza stampa, annunciò l'impossibilità di salvare il Treviso FBC e quindi saltò anche l'iscrizione al campionato di Lega Pro.
Il 13 luglio 2009 lo stesso presidente Setten annunciò di aver presentato la richiesta di iscrizione alla Serie D, della futura e nuova società calcistica di Treviso e disse di voler procedere con più calma al cambio della dirigenza e di proprietà, ma la FIGC non accettò l'iscrizione.

### A.S.D. Treviso 2009 e F.C. Treviso (2009-2013)
Dopo vari tira e molla, in cui sembrava che nella stagione 2009-2010 il Treviso non prendesse parte ad alcun campionato, il 1º settembre il sindaco Gobbo annuncia che il Treviso potrà partire dal campionato regionale di Eccellenza.
La nuova Associazione Sportiva Dilettantistica Treviso 2009 è presieduta da Edy Sartori, che ha guidato la cordata, ed è stata iscritta al campionato dilettantistico.
Le difficoltà per la squadra della città non sono tuttavia terminate, visto che è stata protagonista di un campionato sofferto, terminando il girone di andata a ridosso della zona play-out. Ma con le dimissioni di Giorgio Rumignani, il debutto in panchina di Nicola Zanini e l'arrivo del neoproprietario Renzo Corvezzo la squadra cambia marcia e ottiene in anticipo la matematica salvezza concludendo il campionato al settimo posto.
I biancocelesti, con l'imprenditore di Cessalto al comando chiedono il ripescaggio in Serie D ottenendolo il 5 agosto 2010 quando la squadra viene inserita nel girone C del massimo campionato dilettantistico.
Il 1º maggio 2011 al termine di un testa a testa con il Venezia durato tutto il campionato, il Treviso guidato da Diego Zanin ottiene l'ultimo punto necessario alla promozione matematica, vincendo con una giornata di anticipo il girone C della Serie D.
Il 23 giugno 2011 la società cambia denominazione nell'inedito Football Club Treviso, abbandonando la storica dicitura "Foot-Ball Club". La squadra vince il campionato di Seconda Divisione 2011-2012 approdando alla Lega Pro Prima Divisione.
Il 13 luglio 2012 viene esclusa dal campionato 2012-2013 per problemi economici. Il 16 luglio dopo aver presentato il ricorso viene iscritto al campionato di Lega Pro Prima Divisione.
La squadra, perso l'allenatore Zanin artefice delle due promozioni consecutive, è affidata ad Agenore Maurizi. L'avvio fortemente deficitario della squadra costa il posto al tecnico romano che già il 21 ottobre seguente viene sostituito da Gennaro Ruotolo.
A dicembre, alla fine del girone d'andata concluso all'ultimo posto in classifica, il presidente Renzo Corvezzo, che aveva chiamato Ruotolo alla guida del Treviso, viene esautorato in favore di Franco Sellitto, il quale, da nuovo amministratore unico voluto dal direttore generale Mario Santoro che con la All Sport si è unito all'impresario edile Tiziano Corrado formando il 51% e cioè la maggioranza, esonera Ruotolo e richiama Maurizi. Ruotolo contesta il licenziamento diffidando del potere decisionale di Sellitto e rimane alla guida del Treviso con la forza, sostenuto dalla squadra e da Corvezzo, il quale afferma: "Il presidente sono io e Ruotolo resta". La nuova dirigenza ha fatto sapere che chiederà l'intervento della polizia nel caso in cui Ruotolo dirigerà ancora gli allenamenti. Quest'ultimo in merito ha dichiarato: "Tutto fa esperienza, ne prendo atto e vado avanti col mio lavoro, sono molto sereno sotto questo aspetto perché non ho nulla da rimproverarmi. Sono io, a tutti gli effetti, l'allenatore del Treviso Calcio".
Ruotolo avrebbe poi insultato, minacciato e lanciato una monetina a Giampaolo Zorzo, corrispondente per La Gazzetta dello Sport, il quale, minacciato anche dagli ultrà lì presenti, ha annunciato che querelerà l'allenatore.
A marzo Ruotolo viene sostituito da Bosi che non riuscirà però ugualmente ad evitare la retrocessione della compagine trevigiana: ancor peggio tuttavia, in seguito il Direttivo della Lega Pro ritenne inammissibile la domanda d'iscrizione presentata dal Treviso per la nuova stagione, e per il mancato ricorso contro questa decisione si giunse alla seconda esclusione di Treviso dal professionismo nel giro di quattro anni.

### A.C.D. Treviso (2013-2019)
Dopo difficoltose trattative, in ossequio delle NOIF della FIGC e in forza delle 65 stagioni professionistiche pregresse della città di Treviso, una nuova società viene iscritta al campionato di Promozione Veneto 2013-2014, venendo inserita nel girone B. La categoria prescelta, di assai basso livello, fu conseguenza sia di demeriti sportivi, per essere andati incontro a due fallimenti temporalmente molto ravvicinati, sia di insufficienze finanziarie, dato che per la reiscrizione in Promozione non sono previsti dalle NOIF particolari gravami economici a differenza delle categorie superiori. Al termine della stagione, il Treviso, ottiene la promozione in Eccellenza.
Dopo due stagioni, sempre nel massimo livello regionale, la società, nell'estate del 2016, cambia proprietà, passando dalla gestione di Paolo Pini e Bruno Gemin a quella dell'imprenditore trevigiano Tiziano Nardin. A novembre dello stesso tuttavia, Nardin, cede il Treviso ad una cordata di imprenditori ferraresi, guidati da Massimiliano Vissoli, che ne diventa proprietario, almeno dal punto di vista legale. Nei giorni successivi, la trattativa salta, con conseguenti problemi legati alla prima squadra. Successivamente, una seconda trattativa, viene portata avanti, con l'imprenditore mantovano Claudio Dondi, che diventa il nuovo proprietario senza però poter operare i tesseramenti (per la FIGC il presidente è Nardin). Quest'ultimo problema, impedisce al Treviso di scendere in campo nelle gare valide per la 18ª, 19ª e 20ª giornata. Il Treviso, nei giorni successivi, riesce a tesserare un gruppo di giocatori svincolati, permettendo così alla società di scendere in campo nella gara valida per la 21ª giornata, facendo registrare però la sconfitta più ampia nella storia del club trevigiano. Il 16 marzo, infine, dopo una lunga trattativa, Tiziano Nardin e Claudio Dondi cedono la società a Luca Visentin, imprenditore trevigiano ed ex consigliere d'amministrazione e vicepresidente della Triestina, che ingaggia come allenatore Michele Arcuri. Al termine, dopo aver vinto 2-1 con l'Union Pro, la squadra, piazzatosi penultima in classifica, retrocede in Promozione.
La stagione successiva, il nuovo presidente Visentin punta all'immediato ritorno in Eccellenza scegliendo Alessio Pala come tecnico, ma con l'allenatore bergamasco non si crea il giusto feeling con la squadra nonostante i biancazzurri veleggiasero in zona play-off, a gennaio 2018 lo stesso Pala rassegna le dimissioni in favore di Cristiano Graziano (ex calciatore del Treviso negli anni '90) con la quale raggiunse e vinse la finale di Coppa Italia Promozione Veneto contro l'LEO Oderzo per 3-0. Vittoria che valse il primo posto in graduatoria per il ripescaggio, come società avente diritto, in Eccellenza della Sezione regionale della FIGC per la stagione 2018-2019. Promozione ratificata dal Comitato Regionale Veneto FIGC-LND nel Comunicato Ufficiale del 5 luglio 2018.
Il 2 novembre 2018 Luca Visentin decide di cedere il sodalizio sportivo ad Atlantis Sport Management con sede a Londra, che annuncia un progetto di rilancio del club biancoceleste che si rivela ben presto illusorio. La nuova proprietà nomina nuovo Presidente Stefano Realini e direttore dell’area tecnica Claudio Capuzzo, ma la prima squadra viene smantellata e va incontro a una lunga serie di sconfitte consecutive che la portano all'ultimo posto e alla retrocessione in Promozione.

### Treviso Academy S.S.D. (2019-2021)
Nel frattempo il 13 giugno 2019 viene fondato un nuovo club, la Treviso Academy Società Sportiva Dilettantistica, attraverso la fusione tra Nervesa e Treviso Academy, società autonoma di puro settore giovanile nata nel 2011 per affiancare l'allora F.C. Treviso. Il club nasce al fianco del consorzio "Treviso siamo noi", con l'intento si rilanciare il calcio a Treviso sul modello del basket cittadino con la Universo Treviso Basket. La squadra riparte dalla Promozione, categoria in cui non si iscrive l'A.C.D. Treviso dopo settimane di voci contrastanti sul suo futuro. La tradizione centenaria del Treviso viene quindi raccolta dal nuovo club, il Treviso Academy.

### Treviso FBC 1993 (2021-)
Nell'estate del 2021 la società biancazzurra cambia denominazione in Treviso FBC 1993 e viene ripescata in Eccellenza a causa della sospensione del campionato di Promozione per via della Pandemia di COVID-19 in Italia mentre i trevigiani si trovavano primi nel proprio girone. Dopo aver fallito la promozione nella massima serie dilettantistica perdendo lo spareggio contro il Montecchio ai rigori, nella stagione 2022-2023 vince il girone B del campionato di Eccellenza Veneto tornando in Serie D dopo 10 anni d'assenza in un campionato nazionale dopo un lungo testa a testa con Calvi Noale, Portomansuè e Godigese: decisiva la vittoria all'ultima giornata al Tenni nel derby col Giorgione per 2-0.
Approdata nel massimo campionato dilettantistico, i biancazzurri concludono al terzo posto venendo eliminati da subito nella semifinale play-off contro il Bassano.
La stagione successiva vede ancora i biancocelesti in lotta per un posto in Serie C in un testa a testa contro le Dolomiti Bellunesi, ma dopo un tentativo di rimonta in classifica nell'ultimo periodo di campionato invano e un cambio di allenatore (Fabrizio Cacciatore fu esonerato per far posto a Carmine Parlato) dovettero arrendersi ai rosaverdi che furono promossi all'ultima giornata. Il Treviso partecipa quindi ai play-off del girone dove, dopo aver battuto gli storici rivali mestrini, persero in finale contro l'Adriese.

## Colori e simboli

### Colori

Il Treviso nel 1909, che indossa una maglia a quarti bianconera

I colori sociali del Treviso sono il bianco e il celeste, gli stessi presenti nel gonfalone della città. La prima squadra ad adottare questi colori fu la Tarvisium. Nel 1914 si organizzò il primo torneo Città di Treviso con il rinato Treviso Foot-Ball Club, ricostituito un anno prima, che indossò la maglia biancoceleste.
Dal 1909, anno della nascita, al 1914, anno dell'affiliazione alla FIGC, i colori sociali erano il bianco e il nero. La maglia era per metà bianca e per metà nera.
| 1909-1914 | 1920-1921 | 1949-1950 | 1950-1952 |

| 1952-1953 | 1953-1954 | 1954-1955 | 1990-1991 | 1991-1992 |  |

| 1992-1993 | 1994-1995 | 1996-1997 | 1997-1998 |

| 1998-1999 | 1999-2000 | 2000-2001 | 2001-2003 | 2003-2004 |  |

| 2004-2006 | 2006-2007 | 2007-2008 |

### Simboli ufficiali

#### Stemma
Storicamente il Treviso ha adottato stemmi che ricalcano quello comunale, ovvero la croce bianca su sfondo rosso con due stelle ad otto punte nei due cantoni superiori, con il tutto sormontato da una corona.

Lo stemma usato dall'Associazione Calcio Dilettanti Treviso (2013-2019)
Stemma storico del club, riutilizzato dalla Treviso Academy (2019-)

#### Inno
L'inno ufficiale della squadra è stato dal 1998 al 2009, anno del fallimento Il calcio del sorriso. La musica è stata composta dal trevigiano Red Canzian, componente dei Pooh e il testo da Miki Porru.
L'inno è stato presentato ufficialmente domenica 22 novembre 1998 allo stadio Omobono Tenni, in occasione della partita Treviso-Lucchese, undicesima giornata del campionato di Serie B. Alla presentazione, prima della partita, Canzian ha cantato con i propri figli Chiara (voce) e Philipp (pianoforte).

## Strutture

### Stadio

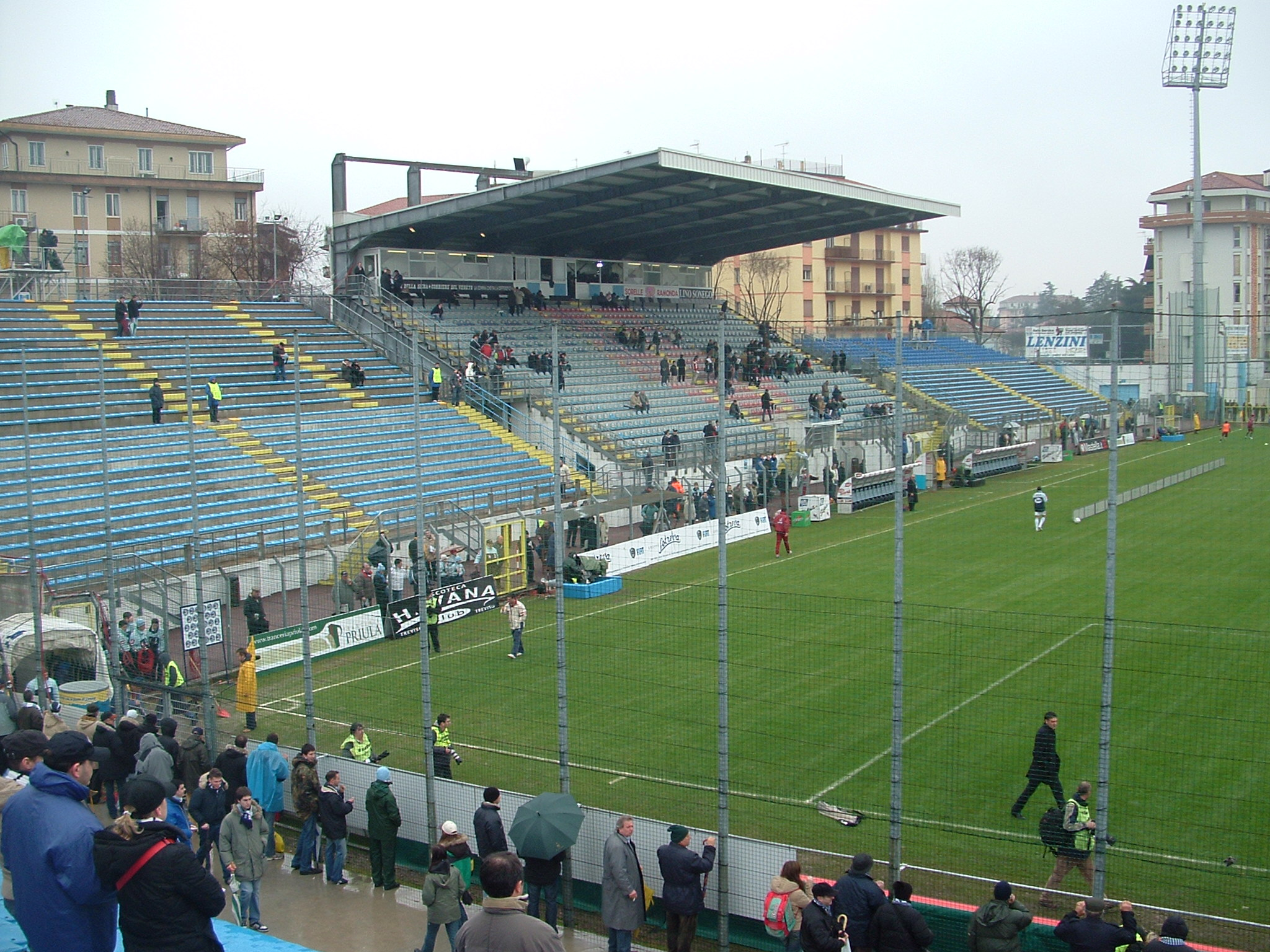
La tribuna centrale dello stadio Omobono Tenni

Il primo campo da gioco del Treviso fu ottenuto nella piazza d'Armi di Santa Maria del Rovere, quartiere del comune veneto. Qui i trevigiani vi disputarono i propri incontri casalinghi dal 1909 al 1913, per poi spostarsi, fino al 1916, nei magazzini De Donà. Successivamente, fu utilizzato uno spazio nel villaggio Eden, per un solo anno.
Nel 1917 il campo da gioco fu nuovamente spostato, questa volta al collegio Vittorino da Feltre, appena fuori porta Fra' Giocondo. Dal 1919 al 1920 fu utilizzato Van Den Borre, per poi far nuovamente ritorno a Santa Maria del Rovere, questa volta al Nuovo Campo, che sarà utilizzato fino al 1933.
Dal 1933 i trevigiani hanno disputato tutte le gare interne nello stadio Comunale Del Littorio, dal 1963 stadio Omobono Tenni, dedicato alla memoria del motociclista Omobono Tenni, tiranese di nascita ma trevigiano d'adozione.
Solo in alcune occasioni il Treviso ha dovuto traslocare: nella stagione 1997-1998 presso gli impianti di rugby dello stadio Comunale di Monigo, causa ristrutturazione straordinaria del proprio impianto, e nell'inizio della stagione 2005-2006 presso lo stadio Euganeo di Padova, causa inadeguamento alla normativa sulla sicurezza negli stadi.
Nella stagione 2016-2017, dalla 17ª giornata (19 febbraio 2017), fino alla 27ª giornata (2 aprile 2017), le gare in casa del Treviso, si sono svolte al Comunale di Giavera del Montello, per problemi riguardanti la società e il Comune di Treviso. La partita valida per la 29ª giornata (23 aprile 2017), si è invece svolta, al Comunale di Volpago del Montello.

### Centro di allenamento
Il Treviso svolge le sue sedute di allenamento allo stadio Gipo Viani di Nervesa della Battaglia.

## Società

### Organigramma societario
- Francesco Sarruggeri - Presidente
- Giangiuseppe Lucchese - Presidente onorario
- Alessandro Botter, Enrico De Bernard - Vicepresidenti
- Augusto Fardin - Direttore area tecnica
- Attilio Gementi - Direttore generale
- Amabile Vendramin - Segretario generale

### Sponsor
Di seguito l'elenco degli gli sponsor tecnici.

### Settore giovanile
Il settore giovanile della Treviso Academy è composto da 18 formazioni, divise in una o più annate per alcune categorie: Juniores, Allievi, Giovanissimi, Esordienti, Pulcini, Primi Calci e Piccoli Amici.
Per la stagione 2019-2020 le squadre giovanili si dividono tra lo stadio di Quinto di Treviso (Esordienti, Pulcini, Primi Calci e Piccoli Amici) e il campo di San Bartolomeo a Treviso (Giovanissimi, Esordienti, Pulcini, Primi calci e Piccoli amici). Altre formazioni si allenano allo stadio Gipo Viani di Nervesa (Juniores, Allievi 2003 e Allievi 2004, Giovanissimi 2005 e Giovanissimi 2006, Esordienti 2007 e Esordienti 2008, Pulcini 2009, Pulcini 2010).

## Allenatori e presidenti
Di seguito l'elenco di tutti gli allenatori e i presidenti della storia della società.
- 1909-1910  Manfred Hèrion
- 1910-1913  Pietro Bandiera
- 1913-1914  Luigi Righetti
- 1914-1915  Cosimo Calò
- 1915-1921  Luigi Righetti
- 1921-1923  Antonio Pagnin
- 1923-1924  Ferdinand Hummernberger (1ª-?ª)
 Lino Monico (?ª-14ª e spareggio)
- 1924-1927  Győző László
- 1927-1928  Lino Monico
- 1928-1929  Sandor Bohacs (1ª-?ª)
 Giuseppe Visentin (?ª-26ª)
- 1929-1930  Giuseppe Visentin
- 1930-1931  Győző László
- 1931-1932  Gino Visentin
- 1932-1933  Vincenzo Migotti
- 1933-1934  Giuseppe Visentin
- 1934-1935  Vincenzo Migotti
- 1935-1936  Desidério Hertzka
- 1936-1939  Emerich Hermann
- 1939-1940  Pál Szalay
- 1940-1941  Renzo Fadiga (1ª-?ª)
 Umberto Visentin (?ª-?ª)
 Giuseppe Girani (?ª-30ª)
- 1941-1942  Giuseppe Girani (1ª-?ª)
 Umberto Visentin (?ª-?ª)
 Vincenzo Migotti (?ª-30ª)
- 1942-1946  Antonio Bisigato
- 1946-1947  Luigi Miconi (1ª-?ª)
 Bruno Bozzolo (?ª-42ª)
- 1947-1948  Enrico Colombari (1ª-23ª)
 Bruno Bozzolo (24ª-34ª)
- 1948-1949  Umberto Visentin
- 1949-1950  János Neu (1ª-25ª)
 Antonio Bisigato (26ª-42ª)
- 1950-1951  Antonio Bisigato (1ª-7ª)
 Nereo Rocco (8ª-42ª)
- 1951-1953  Nereo Rocco
- 1953-1954  Guido Testolina (1ª-10ª)
 Luigi Busidoni (11ª-12ª)
 Alfredo Notti (13ª-34ª)
- 1954-1955  Giacinto Ellena (1ª-23ª)
 Ottorino Paulinich (24ª-34ª)
- 1955-1956  Marcello Vecchiet
- 1956-1957  Felice Arienti (1ª-?ª)
 Alberto Marchetti (?ª-?ª)
 Arturo Silvestri (?ª-34ª)
- 1957-1958  Arturo Silvestri
- 1958-1959  Arturo Silvestri (1ª-?ª)
 Enrico Radio (?ª-42ª)
- 1959-1960  Enrico Radio
- 1960-1961  Enrico Radio (1ª-?ª)
 Francesco Petagna (?ª-34ª)
- 1961-1962  Francesco Petagna (1ª-?ª)
 Marcello Vecchiet (?ª-34ª)
- 1962-1963  Ruggero Salar
- 1963-1964  Ruggero Salar (1ª-?ª)
 Piero Bortoletto (?ª-?ª)
 Sergio Manente (?ª-34ª)
- 1964-1968  Sergio Manente
- 1968-1969  Luigi Radice
- 1969-1970  Alberto Molina (1ª-?ª)
 Piero Bortoletto (?ª-38ª)
- 1970-1971  Oscar Massei (1ª-25ª)
 Luciano Magistrelli (26ª-38ª)
- 1971-1972  Luciano Magistrelli (1ª-?ª)
 Piero Bortoletto (?ª-?ª)
 Renato Cavalleri (?ª-38ª)
- 1972-1974  Celestino Molina
- 1974-1975  Massimo Giacomini
- 1975-1976  Giovanni Mialich
- 1976-1978  Bruno Fornasaro
- 1978-1979  Romano Mattè (1ª-8ª)
 Piero Bortoletto (9ª)
 Carlo Soldo (10ª-34ª)
- 1979-1982  Gianni Rossi
- 1982-1983  Vasco Tagliavini
- 1983-1984  Franco Fontana
- 1984-1985  Edoardo Reja (1ª-21ª)
 Agostino Speggiorin (22ª-27ª)
 Edoardo Reja (28ª-34ª)
- 1985-1987  Ivan Romanzini
- 1987-1988  Elvio Salvori (1ª-?ª)
 Michele Cosanni (?ª-34ª)
- 1988-1989  Andrea Agnoletto (1ª-5ª)
 Franco Fontana (6ª-34ª)
- 1989-1990  Francesco Guidolin
- 1990-1991  Alberto Cavasin (1ª-19ª)
 Romano Fogli (20ª-31ª)
 Gianni Bortoletto (32ª-34ª)
- 1991-1992  Roberto Filippi (1ª-12ª)
 Francesco Feltrin (13ª-34ª)
- 1992-1993  Renzo Rocchi
- 1993-1994  Dino D'Alessi
- 1994-1997  Giuseppe Pillon
- 1997-2000  Gianfranco Bellotto
- 2000-2001  Elio Gustinetti (1ª-21ª)
 Mauro Sandreani (22ª-38ª)
- 2001-2002  Maurizio Viscidi (1ª-27ª)
 Corrado Orrico (28ª-38ª)
- 2002-2003  Aldo Ammazzalorso
- 2003-2004  Adriano Buffoni
- 2004-2005  Giancarlo D'Astoli (1ª-9ª)
 Francesco Feltrin (10ª)
 Giuseppe Pillon (11ª-42ª e play-off)
- 2005-2006  Ezio Rossi (1ª-11ª)
 Alberto Cavasin (12ª-26ª)
 Diego Bortoluzzi (27ª-38ª)
- 2006-2007  Diego Bortoluzzi (1ª-10ª)
 Ezio Rossi (11ª-42ª)
- 2007-2008  Giuseppe Pillon
- 2008-2009  Luca Gotti (1ª-27ª)
 Abel Balbo (28ª-31ª)
 Luca Gotti (32ª-42ª)
- 2009-2010  Giorgio Rumignani (1ª-14ª)
 Nicola Zanini (15ª-30ª)
- 2010-2012  Diego Zanin
- 2012-2013  Agenore Maurizi (1ª-8ª)
 Gennaro Ruotolo (9ª-26ª)
 Giovanni Bosi (27ª-34ª)
- 2013-2014  Simone Piovanelli (1ª-19ª)
 Davide Tentoni (20ª-30ª e play-off)
- 2014-2015  Davide Tentoni (1ª-12ª)
 Gianluca Rorato (13ª-25ª)
 Davide Tentoni (26ª-30ª)
- 2015-2016  Massimo Susic (1ª-5ª)
 Claudio Ottoni (6ª-30ª e play-off)
- 2016-2017  Carmine Esposito (1ª-12ª)
 Gaetano Toto (13ª)
 Paolo Bianconi (14ª-16ª)
 Tito Tonella (17ª-20ª)
 Paolo Bianconi (21ª)
 Tito Tonella (22ª-24ª)
 Michele Arcuri (25ª-30ª)
- 2017-2018  Alessio Pala (1ª-16ª)
 Cristiano Graziano (17ª-30ª)
- 2018-2019  Cristiano Graziano (1ª-6ª)
 Daniele Pasa (7ª-9ª)
 Renzo Rocchi (10ª-34ª)
- 2019-2020  Francesco Feltrin (1ª-5ª)
 Gianfranco Bellotto (6ª-16ª)
 Andrea Da Rold (17ª-22ª)
- 2020-2021  Enrico Cunico
- 2021-2022  Gianni Migliorini (1ª-7ª)
 Andrea Zanuttig (8ª-26ª e play-off)
- 2022-2023  Enrico Cunico
- 2023-2024  Michele Florindo (1ª-29ª)
 Romano Perticone (30ª-34ª e play-off)
- 2024-2025  Fabrizio Cacciatore (1ª-23ª)
 Carmine Parlato (24ª-34ª)

- 1909-1913  Felice Sanson
- 1913-1914  Antonio Coletti
- 1914-1915  Cosimo Calò
- 1915-1919  Venerando Umberto Visentin
- 1919-1924  Lino Monico
- 1924-1925  Guglielmo Devidè
- 1925-1928  Carlo Ancilotto
- 1928-1929  Ottavio Frova
- 1929-1931  Silvio Gemin
- 1931-1932  Silvio Gemin
 Domenico Calzavara
- 1932-1933  Alberto Fregonese
 Guido Carisi
- 1933-1934  Ugo Pezzato
- 1934-1935  Carlo Biggi (Commissario)
- 1935-1937  Sigfrido Buosi
- 1937-1938  Mario Capra
- 1938-1939  Mario Rachello
- 1939-1940  Lino Monico
 Bruno Monti
- 1940-1955  Giordano Bruno Monti
- 1955-1961  Alfredo Grippo Belfi
- 1961-1963  Luigi Tesser
- 1963-1964  Leopoldo Dantini
- 1964-1965  Comitato di reggenza (Leopoldo Dantini, Luigi Palla, Antonio Fabris)
- 1965-1966  Comitato di reggenza (Leopoldo Dantini, Giobatta Cavarzerani, Antonio Fabris, Walter Krull)
- 1966-1967  Comitato di reggenza (Leopoldo Dantini, Giobatta Cavarzerani, Antonio Fabris, Ildebrando Stefanelli, Walter Krull)
- 1967-1968  Leopoldo Dantini
- 1968-1971  Ildebrando Stefanelli (Comm. straor.)
- 1971-1974  Walter Krull
- 1974-1976  Michele Archiutti
- 1976-1977  Michele Archiutti
 Francesco Foscolo
- 1977-1980  Luigi Palla
- 1980-1983  Alfonso Mansi
- 1983-1986  Giano Donadon
- 1986-1987  Marco Negromanti-Tini
- 1987-1988  Domenico Zambianchi
- 1988-1989  Edy Sartori
- 1989-1992  Domenico Zanini
- 1992-1993  Domenico Zanini
 Eugenio Crotti
 Giovanni Caberlotto
- 1993-1996  Giovanni Caberlotto
- 1996-1997  Giovanni Caberlotto
 Adriana Pilon Caberlotto
- 1997-2001  Renzo Barcè
- 2001-2009  Ettore Setten
- 2009-2010  Edy Sartori
- 2010-2012  Renzo Corvezzo
- 2012-2013  Renzo Corvezzo
 Franco Sellitto
- 2013-2014  Nisio Lenzini
- 2014-2015  Marcello Totera
- 2015-2016  Paolo Pini
- 2016-2017  Tiziano Nardin[56]
 Isidoro Claudio Dondi[57]
 Luca Visentin
- 2017-2018  Luca Visentin
- 2018-2019  Luca Visentin
 Stefano Realini
 Primo Marani
- 2019-2023  Luigi Sandri
- 2023-2024  Giangiuseppe Lucchese
- 2024-  Francesco Sarruggeri

## Calciatori

### Capitani
- ... (1909-1974)
- Domenico Zambianchi (1974-1978)
- Silvano Colusso (1978-1982)
- Michele Sassanelli (1982-1983)
- Franco Bergamaschi (1983-1984)
- Remo Zavarise (1984-1986)
- Luciano Castioni (1986-1988)
- Gianni De Biasi (1988-1989)
- Giuseppe Pillon (1989-1990)
- ... (1990-1991)
- Massimo Barbuti (1991-1992)
- Maurizio Gilardi (1992-1993)
- Gianni Bonfante (1993-1994)
- Loris Pradella (1994-1998)
- Diego Bonavina (1998-1999)
- Diego Bortoluzzi (1999-2002)
- Fabio Gallo (2002-2006[58])

- Francesco Parravicini (2006[59])
- Marcello Cottafava (2006-2007[58])
- Luigi Beghetto (2007[59]-2009[60])
- Riccardo Gissi (2009[59])
- Davide Favaro (2009-2010)
- Alessandro Ferronato (2010-2011)
- Andrea Bandiera (2011-2012)
- Nazzareno Tarantino (2012-2013)
- Matteo Ton (2013-2015)
- Marco Bellotto (2015-2016)
- Gianluca Giovannini (2016-2017[58])
- Matteo Nichele (2017-2018)
- Nicolò Garbuio (2018[61])
- Gregorio Livotto (2019[59])
- Marco Guzzo (2019-2020)
- Raffaele Baido (2020-2021)
- Simone Salviato (2021-)

## Palmarès

### Competizioni nazionali
- Supercoppa di Lega Serie C: 1

2003
- Coppa Italia Dilettanti: 1

1992-1993

### Competizioni interregionali
- Serie C: 3

1949-1950 (girone C), 1996-1997 (girone A), 2002-2003 (girone A)
- Lega Pro Seconda Divisione: 2

1995-1996 (girone B), 2011-2012 (girone A)
- Serie D: 3

1974-1975 (girone C), 1994-1995 (girone D), 2010-2011 (girone C)

### Competizioni regionali
- Campionato italiano di terza divisione: 1

1924-1925 (girone A)
- Eccellenza: 1

2022-2023 (girone B)
- Promozione: 1

2020-2021 (girone D)
- Coppa Italia Promozione Veneto: 1

2017-2018

### Altri piazzamenti
- Seconda Divisione:

Secondo posto: 1925-1926 (girone D)
- Serie C:

Secondo posto: 1932-1933 (girone C), 1936-1937 (girone A), 1938-1939 (girone A), 1942-1943 (girone A)
Terzo posto: 1933-1934 (girone A), 1948-1949 (girone B), 1966-1967 (girone A), 1969-1970 (girone A), 1976-1977 (girone A)
- Serie D:

Secondo posto: 1957-1958 (girone B), 1972-1973 (girone C), 1973-1974 (girone C)
- Eccellenza:

Secondo posto: 2015-2016 (girone B), 2021-2022 (girone B)
- Promozione:

Secondo posto: 1914-1915, 2019-2020 (girone D)
Terzo posto: 1919-1920, 2013-2014 (girone B), 2017-2018 (girone D)
- Coppa Aldo Fiorini:

Finalista: 1943
- Supercoppa di Lega di Seconda Divisione:

Finalista: 2012

## Statistiche e record

### Partecipazione ai campionati
Campionati nazionali
| Livello | Categoria                                   | Partecipazioni | Debutto   | Ultima stagione | Totale |
| ------- | ------------------------------------------- | -------------- | --------- | --------------- | ------ |
| 1º      | Prima Categoria                             | 2              | 1920-1921 | 1921-1922       | 3      |
| 1º      | Serie A                                     | 1              | 2005-2006 | 2005-2006       | 3      |
| 2º      | Promozione                                  | 2              | 1914-1915 | 1919-1920       | 25     |
| 2º      | Seconda Divisione                           | 3              | 1922-1923 | 1925-1926       | 25     |
| 2º      | Prima Divisione                             | 3              | 1926-1927 | 1928-1929       | 25     |
| 2º      | Serie B-C Alta Italia                       | 1              | 1945-1946 | 1945-1946       | 25     |
| 2º      | Serie B                                     | 16             | 1946-1947 | 2008-2009       | 25     |
| 3º      | Prima Divisione                             | 6              | 1929-1930 | 1934-1935       | 46     |
| 3º      | Serie C                                     | 29             | 1935-1936 | 1977-1978       | 46     |
| 3º      | Serie C1                                    | 10             | 1978-1979 | 2002-2003       | 46     |
| 3º      | Lega Pro Prima Divisione                    | 1              | 2012-2013 | 2012-2013       | 46     |
| 4º      | Campionato Interregionale - Prima Categoria | 1              | 1957-1958 | 1957-1958       | 15     |
| 4º      | Serie D                                     | 6              | 1972-1973 | 2025-2026       | 15     |
| 4º      | Serie C2                                    | 7              | 1985-1986 | 1995-1996       | 15     |
| 4º      | Lega Pro Seconda Divisione                  | 1              | 2011-2012 | 2011-2012       | 15     |
| 5º      | Campionato Interregionale                   | 1              | 1991-1992 | 1991-1992       | 5      |
| 5º      | Campionato Nazionale Dilettanti             | 3              | 1992-1993 | 1994-1995       | 5      |
| 5º      | Serie D                                     | 1              | 2010-2011 | 2010-2011       | 5      |

Campionati regionali
| Livello | Categoria       | Partecipazioni | Debutto   | Ultima stagione | Totale |
| ------- | --------------- | -------------- | --------- | --------------- | ------ |
| 1º      | Terza Divisione | 1              | 1924-1925 | 1924-1925       | 8      |
| 1º      | Eccellenza      | 7              | 2009-2010 | 2022-2023       | 8      |
| 2º      | Promozione      | 6              | 2013-2014 | 2020-2021       | 4      |

### Partecipazione alle coppe
| Competizione                            | Partecipazioni | Debutto   | Ultima stagione | Totale |
| --------------------------------------- | -------------- | --------- | --------------- | ------ |
| Coppa Italia                            | 22             | 1922      | 2012-2013       | 22     |
| Coppa Alta Italia                       | 1              | 1946      | 1946            | 1      |
| Coppa Aldo Fiorini                      | 1              | 1943      | 1943            | 1      |
| Coppa Arpinati                          | 1              | 1927      | 1927            | 1      |
| Coppa Italia Semiprofessionisti         | 8              | 1973-1974 | 1980-1981       | 24     |
| Coppa Italia Serie C                    | 14             | 1981-1982 | 2002-2003       | 24     |
| Coppa Italia Lega Pro                   | 2              | 2011-2012 | 2012-2013       | 24     |
| Supercoppa di Lega di Serie C           | 1              | 2003      | 2003            | 1      |
| Supercoppa di Lega di Seconda Divisione | 1              | 2012      | 2012            | 1      |
| Coppa Italia Serie D                    | 2              | 2010-2011 | 2023-2024       | 2      |
| Poule Scudetto                          | 2              | 1994-1995 | 2010-2011       | 2      |
| Coppa Italia Dilettanti                 | 1              | 1992-1993 | 1992-1993       | 1      |
| Coppa Ottorino Mattei                   | 1              | 1957-1958 | 1957-1958       | 1      |

### Partecipazione ai tornei internazionali
| Competizione         | Partecipazioni | Debutto | Ultima stagione | Totale |
| -------------------- | -------------- | ------- | --------------- | ------ |
| Coppa Anglo-Italiana | 1              | 1978    | 1978            | 1      |

### Statistiche di squadra
Il livello più alto raggiunto dal Treviso è stata la prima divisione nazionale, nella quale conta tre partecipazioni tra Prima Categoria e Serie A.
Le competizioni vinte sono state una Coppa Italia Dilettanti nel 1993, una Supercoppa di Lega di Serie C nel 2003, una Coppa Italia Promozione nel 2018, tre campionati di Serie C nel 1950, 1997 e 2003, due campionati di Serie C2 nel 1996 e nel 2012, tre di Serie D nel 1975, 1995 e 2011, una Terza Divisione nel 1925 e uno di Eccellenza nel 2023.
Le promozioni nelle categorie superiori sono state tredici più quattro ripescaggi; mentre le retrocessioni sono state quindici.

### Statistiche individuali

Flavio Fiorio

Il calciatore con più presenze con la maglia del Treviso è Silvano Colusso, che ha totalizzato 350 presenze tra il 1968 e il 1971 e ancora dal 1974 al 1982.
Il calciatore che conta più reti è invece Flavio Fiorio, che ha messo a segno 63 centri tra il 1994 e il 1998.
| Record di presenze - 350 Silvano Colusso (1968-1971, 1974-1982) - 335 Gino De Biasi (1924-1941) - 297 Domenico Zambianchi (1968-1978) - 256 Alessandro Sirena (1963-1974) - 215 Alessandro De Poli (1992-1999) - 213 Remo Zavarise (1976-1977, 1979-1981, 1982-1983, 1984-1986) - 212 Germano Spangaro (1960-1970) - 206 Enrico Alberti (1968-1974) - 201 Walter Frandoli (1970-1978) 201 Bruno Ruzza (1946-1947, 1948-1953) | Record di reti - 63 Flavio Fiorio (1994-1998) - 62 Giuseppe Persi (1949-1952, 1954-1957) - 59 Carlo De Bernardi (1972-1977) - 57 Antonio Bisigato (1927-1931, 1940-1943) - 57 Antonio Maran (1938-1939, 1940-1943) - 54 Alvaro Zian (1948-1951) - 47 Luigi Beghetto (1998-2000, 2005-2009) - 46 Umberto Visentin (1924-1928, 1936-1941, 1948-1949) 46 Marco Zanotto (1926-1927, 1929-1934) - 44 Massimo Perna (2010-2012, 2016) |

## Tifoseria

### Storia
Gli ultras del Treviso trovano posto allo stadio Tenni in curva sud Di Maio, intitolata nel 1998 all'ultras Fabio Di Maio, morto dopo la partita Treviso-Cagliari allo stadio di Monigo il 1º febbraio 1998.
Il movimento ultras a Treviso è nato nel 1989, quando venne fondato il gruppo Ultras Treviso. In seguito apparvero altri gruppi, tra i quali c'erano il White and Blue Supporters (1996), la Blu Army (1997) e i New Korp. Dagli anni dopo il 2000 ad oggi si identificano dietro lo striscione Treviso 1909.

### Gemellaggi e rivalità
Gli ultras del Treviso avevano un'amicizia negli anni '80 con i tifosi del Vicenza, poi rotta nei primi anni '90. Fino alla fine degli anni '90, poi, ci fu un'altra amicizia con i tifosi del Piacenza, ma a seguito di alcuni fatti anche questa venne rotta.
La rivalità più sentita dalla tifoseria trevigiana è quella con il Venezia, dovuta alla vicinanza delle due città. Un'altra rivalità, è quella con il Mestre anche se non ci sono mai stati scontri tra tifosi. Altre grosse rivalità vi sono con Modena, Pistoiese, Cosenza, Ternana, Livorno, Vicenza, Padova, Atalanta e Brescia. Anche con la Triestina c'è una rivalità storica, dovuta ai numerosi precedenti giocati tra le due società. Le ostilità si sono particolarmente acuite durante la stagione 1994-1995, quando ci fu uno scontro violentissimo tra le due tifoserie e quando le squadre diedero vita a un testa a testa conclusosi con la vittoria del Treviso nel campionato di Serie D proprio a Trieste.